# Burgstall Kühstein

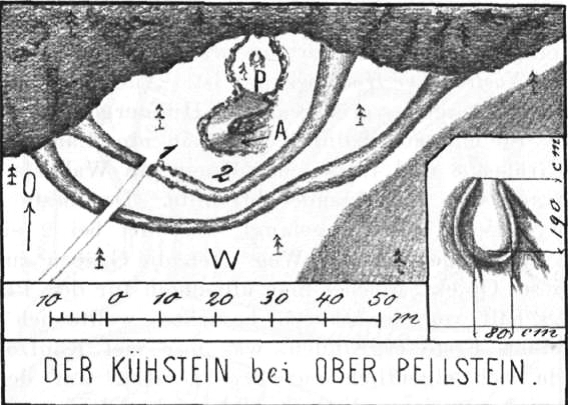
Planskizze Burgstall Kühstein von Ludwig Benesch (1911)

Der Burgstall Kühstein (auch Kiastein genannt) bezeichnet eine abgegangene Höhenburg in der Wappenau zwischen dem Auerbach und der Kleinen Mühl nördlich von Meisingeröd in der Gemeinde Sarleinsbach im Bezirk Rohrbach von Oberösterreich.
Der Burgstall liegt auf einem mächtigen Felsblock, der nach Norden 20 Meter steil abfällt, von Süden aber auf einem Steig leicht erreichbar ist. Der markante Felskopf des Kühstein ist vor allem gegen Westen von einem doppelten, annähernd halbkreisförmigen (Wall-)Graben abgesichert. Am Felsplateau finden sich verschliffene Hinweise auf Einstemmungen. Mittelalterliche Keramikfunde wurden gemacht. Die Anlage steht nicht unter Denkmalschutz.